# West Stewartstown
West Stewartstown è un census-designated place (CDP) degli Stati Uniti d'America, situato nello stato del New Hampshire, nella contea di Coos.